# Сергеевка (Речицкий район)
Сергеевка (бел. Сяргееўка) — упразднённая деревня в Речицком районе Гомельской области Республики Беларусь. В составе Вышемирского сельсовета.

## География
Деревня располагалась в 31 километре к юго-запад от районного центра и железнодорожной станции Речица (на линии Гомель — Калинковичи), 81 километр от Гомеля. На севере древни находилась канава Малодушская.

## История
По письменным источникам известна с XIX века как селение в Малодушской волости Речицкого уезда Минской губернии. В 1931 году организован колхоз. Во время Великой Отечественной войны в июне 1943 года оккупанты полностью сожгли деревню и убили 8 жителей. 19 жителей погибли на фронте. Согласно переписи 1959 года в составе колхоза имени М. В. Фрунзе (центр — деревня Новый Барсук).
До 12 ноября 2013 года входила в состав Новобарсукского сельсовета, после его упразднения включена в состав Вышемирского сельсовета.
29 сентября 2017 года деревня была упразднена решением Речицкого районного Совета депутатов.

## Транспортная сеть
Транспортные связи велись по просёлочной дороге, затем автомобильной дороге Хойники — Речица. Планировка состояла из почти прямолинейной широтной улицы, застроенной неплотно деревянными усадьбами.

## Население
- 1908 год — 26 дворов, 171 житель.
- 1930 год — 44 двора, 233 жителя.
- 1940 год — 53 двора, 190 жителей.
- 1959 год — 120 жителей (согласно переписи).
- 2004 год — 3 хозяйства, 6 жителей.